# The Journal of the Royal Society of Antiquaries of Ireland
The Journal of the Royal Society of Antiquaries of Ireland est une revue annuelle à comité de lecture d'archéologie et d'histoire irlandaises éditée par la Royal Society of Antiquaries of Ireland depuis sa fondation en 1849.

## Histoire
La revue paraît dès la fondation de la Société, en 1849. Elle en est également l'organe officiel, et le directeur de publication est le président de la Société. En 2023, la directrice de publication est Kelly Fitzgerald, folkloriste et maître de conférences à l'University College Dublin.
La revue publie des articles dans les domaines de l'archéologie irlandaise, depuis la préhistoire jusqu'à l'époque post-médiévale, la langue, la littérature et les traditions irlandaises, ainsi que l'histoire de l'Irlande.

### Titres
La revue paraît sous différents noms depuis sa création en 1849 :
- Transactions of the Kilkenny Archaeological Society (1849-1853)
- Proceedings and Transactions of the Kilkenny and South-East of Ireland Archaeological Society (1854-1855)
- The Journal of the Kilkenny and South-East of Ireland Archaeological Society (1856-1867)
- The Journal of the Historical and Archaeological Association of Ireland (1868-1869)
- The Journal of the Royal Historical and Archaeological Association of Ireland (1870-1889)
- The Journal of the Royal Society of Antiquaries of Ireland, son titre actuel, depuis 1890).

## Édition
Les sommaires de la revue, de 1849 (vol. 1) à 2009 (vol. 139), sont disponibles en ligne. La revue elle-même est disponible sous ses intitulés successifs sur JSTOR depuis 1854 jusqu'à 2017.